# Kultkammer des Uhemka

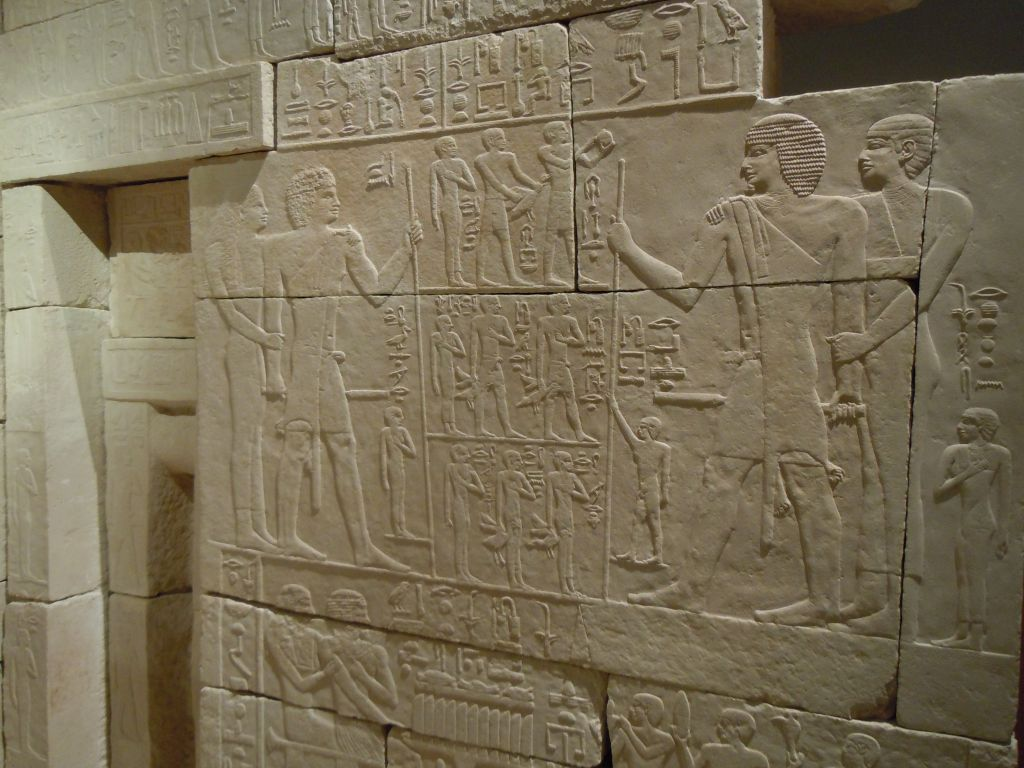
Teil der Kultkapelle des Uhemka

Die Kultkammer des Uhemka ist eines der kulturhistorisch bedeutendsten Ausstellungsstücke der ägyptischen Sammlung des Roemer- und Pelizaeus-Museums in Hildesheim. Die original erhaltene Kammer war Bestandteil der Mastaba des Uhemka in Gizeh (Nr. D 117). Sie gehörte zum oberirdischen Teil des Grabes und diente den Hinterbliebenen für rituelle Handlungen und zum Niederlegen der Opfergaben für den Verstorbenen (Inventarnummer: PM 2970). Uhemka lebte in der frühen 5. Dynastie des Alten Reiches um 2440 v. Chr. und war der Güter- und Vermögensverwalter des Prinzen Ka-ni-nisut. Darüber hinaus führte er die Titel „Richter und Vorsteher der Schreiber“, „Leiter der Schreiber für die Eingaben“, „Vorsteher des Hauses“, „Schreiber des Archivs“, „Schreiber der Rekruten“ und „Beauftragter für die Angelegenheiten des Königs“.

## Fundort, Abbau und Aufbau
Die Kultkammer wurde im Jahr 1903 auf dem Westfriedhof an den Pyramiden in Gizeh bei Grabungen des Leipziger Ägyptologischen Instituts unter Leitung von Georg Steindorff gefunden, die zu einem großen Teil von Wilhelm Pelizaeus finanziert worden sind. Wilhelm Pelizaeus war es nach den damals gültigen Antikengesetzen gelungen, die Kultkammer für seine Sammlung beziehungsweise für das von ihm seiner Heimatstadt Hildesheim gestiftete Museum zu erwerben. Der Ausbruch des Ersten Weltkrieges verhinderte jedoch zunächst den Abbau der Kammer. Für den Transport im Jahr 1925 wurde sie in 90 Blöcke zerlegt, in Kisten verpackt und verschifft. 1926 konnte die Kultkammer im neuen Teil des Museums wieder aufgebaut werden. Fotos belegen die damals noch im Wesentlichen vorhandene Farbigkeit der Reliefs. In den folgenden Jahren litt der Kalkstein durch das feuchtere Klima in Hildesheim jedoch stark an Salzausblühungen. Nur durch aufwändiges Wässern konnte man diesen erfolgreich von löslichen Salzen befreien und die Reliefs in ihrer Struktur erhalten.

## Größe und Lage
Die Mastaba des Uhemka befindet sich in unmittelbarer Nähe seines Dienstherrn Ka-ni-nisut. Die Sargkammer lag im Westen, der mit dem Tod assoziiert wurde, dort, wo die Sonne untergeht. Hier wurde der Sarg so platziert, dass die außen auf seine Wände aufgemalten Augen in Richtung Osten, also auf die Scheintür und zum Kultgeschehen blicken konnten. Die Kultkammer selbst ist etwa 2,35 m breit, 12 cm tief und 2,30 m hoch. Der im Osten des Grabes liegende Raum mit seinen Scheintüren galt als Schnittstelle zwischen der dies- und der jenseitigen Welt. 

## Dekorationen
Die unteren 60 cm der Kammer sind nicht dekoriert. Der übrige Teil der Wände ist bis zur Decke mit Darstellungen und Texten bedeckt. Die winzige, rechteckige Kultkammer war der einzige zugängliche Innenraum des Grabes. Mit den beiden Scheintüren auf der Westwand und den reliefierten Darstellungen an den Wänden wird die in Stein verewigte und damit gesicherte Versorgung des Grabbesitzers und seiner Familie dargestellt. Die südliche, linke Scheintür ist wie stets die Hauptkultstelle und für den Grabherrn bestimmt, die nördliche, rechte Scheintür für seine Frau. Die beiden Scheintüren stellen darüber hinaus die Verbindung zum Land der Toten, das in Richtung Sonnenuntergang lokalisiert wurde, her. Auf den Architraven der beiden Scheintüren befinden sich jeweils eine kurze Opferformel und in der Mitte die Titel und Namensbeischriften von Uhemka und seiner Frau. Das Bildprogramm enthält alle für diesen Zweck wichtigen Elemente und ist in dieser Zusammensetzung für Gräber dieser Zeit und Größe typisch. 
Zwischen den Scheintüren ist der Grabherr mit seiner Familie zu sehen: liebevoll umarmt von seiner Frau Hetep-ibes, begleitet von der Tochter Henut-sen und dem Sohn Ra-hetep, der sich am Amtsstab des Vaters festhält. Ihnen kommen Verwandte und Angehörige des Haushalts entgegen, dahinter folgt eine schon erwachsene Tochter des Uhemka mit Mann und Tochter. Allein auf dieser Wand sind Uhemka und seine Frau viermal an Speiseopfertischen sitzend dargestellt, was die zentrale Bedeutung dieser Szene für die Versorgung der Toten unterstreicht. Auch andere Darstellungen wiederholen sich und dienen so der Mehrfachsicherung. Auf der links anschließenden Südwand befindet sich eine Opferliste, im unteren Register werden Rinder für das Totenopfer geschlachtet. Gegenüber auf der Nordwand steht Uhemka mit Frau und Sohn; ihnen folgt ein weiteres Ehepaar mit Kind. Während diese Personen alle in Richtung Grabeingang orientiert sind, schreiten die Opferträger in den beiden Registern darunter mit ihren Gaben auf die Scheintüren zu, wo sie ihre Nahrungsopfer realiter niederlegen. Die Ostwand zeigt wieder den Grabinhaber mit seiner Frau. Uhemka besichtigt seinen Besitz, seine Herden von Rindern, Eseln, Schafen und Ziegen, deren Anzahl notiert wird von zwei am Boden hockenden Schreibern, während ein dritter dem Grabherrn das Verzeichnis überreicht.   
Auf die Südwand ausgerichtet erscheint hier noch ein weiteres Ehepaar, das in der Inschrift als Vater und Mutter von Uhemka ausgewiesen ist. Demzufolge sind vier Generationen einer Familie in diesem Grab dargestellt. Im unteren Register marschieren in zwei Registern die Diener mit der Grabausstattung heran; dazu gehören Kleidung, Schmuck, Kästen, Gefäße, Fächer, Opfertische usw. 
Durch die besondere Stellung des Uhemka im Haushalt seines Dienstherrn Ka-ni-nisut war es ihm möglich, eine eigene Grabanlage mit vollständig ausgeschmückter Kultkammer an einer so prominenten Stellung in der Nähe der königlichen Pyramide zu erhalten.